# 懷特奧克鎮區 (明尼蘇達州哈伯德縣)
懷特奧克鎮區（英語：White Oak Township）是位於美國明尼蘇達州哈伯德縣的一個行政鎮區。

## 地方資料
懷特奧克鎮區的面積為94.39平方千米，當中陸地面積為89.27平方千米，而水域面積為5.12平方千米。根據2020年美國人口普查的數據，當地共有人口486人，而人口密度為每平方千米5.15人。